# Melitoma grisella
Melitoma grisella là một loài Hymenoptera trong họ Apidae. Loài này được Cockerell & Porter mô tả khoa học năm 1899.